# Хеншела
Хеншела (араб. خنشلة‎, тифинаг ) — город в Алжире, административный центр одноимённых вилайета и округа. Население — 110 000 чел. (по данным 2005 года).

## География
Город расположен на северо-востоке Алжира, в горах Орес, на высоте 1200 м над уровнем моря. В 50 км к северу находится город Айн-Бейда, Батна — в 100 км на запад и Тебесса — в 120 км восточнее.
Менее чем в 150 км к востоку проходит граница Алжира с Тунисом.

## Экономика и транспорт
Город является торговым и административным центром провинции. Основные виды промышленности Хеншелы — деревообработка (древесина заготовляется в окружающих горах Орес) и текстильное производство. Развиты кустарные промыслы.
Хеншела представляет собой самый крупный авто- и железнодорожный узел в регионе.

## Галерея
- Руины древней крепости недалеко от города
- Городская мечеть во время снегопада
- Статуя правительницы Кахины из Хеншелы